# Gouvernement Calvo-Sotelo
 (janvier 2023).
Si vous disposez d'ouvrages ou d'articles de référence ou si vous connaissez des sites web de qualité traitant du thème abordé ici, merci de compléter l'article en donnant les références utiles à sa vérifiabilité et en les liant à la section « Notes et références ».
Royaume d'Espagne
Suárez III González I
Le gouvernement Calvo-Sotelo (en espagnol : Gobierno Calvo-Sotelo) est le gouvernement du royaume d'Espagne entre le 27 février 1981 et le 3 décembre 1982, durant la première législature des Cortes Generales.

## Historique du mandat
Dirigé par le nouveau président du gouvernement social-libéral Leopoldo Calvo-Sotelo, précédemment second vice-président du gouvernement, ce gouvernement est constitué par l'Union du centre démocratique (UCD). Seule, elle dispose de 168 députés sur 350, soit 48 % des sièges du Congrès des députés, et 118 sénateurs sur 208, soit 56,7 % des sièges du Sénat. Il bénéficie du soutien sans participation de la Coalition démocratique (CD) et de partis régionalistes, qui disposent ensemble de 15 députés sur 350, soit 4,3 % des sièges du Congrès des députés.
Il est formé à la suite de la démission d'Adolfo Suárez, au pouvoir depuis juillet 1976.
Il succède donc à son gouvernement Suárez III, constitué de la seule UCD et bénéficiant du soutien sans participation de la CD et des partis régionalistes.

### Formation
Fatigué par l'exercice du pouvoir et les divisions de sa majorité, Suárez annonce en janvier 1981 qu'il souhaite passer la main. Le ministre de la Défense Agustín Rodríguez Sahagún prend alors la présidence de l'UCD, tandis que le parti choisit le second vice-président Calvo-Sotelo pour reprendre la direction de l'exécutif.
Le 20 février, Leopoldo Calvo-Sotelo se présente au vote d'investiture. Il échoue au premier tour de scrutin, avec 169 voix pour, 158 contre et 17 abstentions. Un second tour est donc convoqué le 23. Il est cependant interrompu par la tentative de coup d'État néo-franquiste du lieutenant-colonel Tejero, qui sera un échec, alors que seulement 84 députés ont voté. Lors du nouveau second tour organisé le 25 février, le candidat obtient l'investiture par 186 voix pour et 158 contre.
Il constitue son équipe gouvernementale deux jours plus tard, réduite à 15 ministres et sans aucun vice-président. À l'époque, il s'agit du cabinet le plus resserré depuis la mort de Francisco Franco. Il fusionne le ministère de l'Éducation avec le ministère de la Recherche, et le ministère du Travail avec le ministère de la Santé. Quatre portefeuilles changent de titulaire, dont le ministère de la Défense qui revient à Alberto Oliart.

### Évolution
Dès le 2 décembre, un remaniement ministériel est organisé, marqué par le retour de deux postes de vice-président, dont l'un confié au ministre de l'Économie Juan Antonio García Díez, qui garde son ministère. Le grand ministère du Travail et de la Santé, formé en février, est de nouveau scindé en deux. Enfin, la nouvelle ministre de la Culture Soledad Becerril devient la première femme nommée au gouvernement depuis la fin de la IIe République.
Un dernier ajustement ministériel est opéré le 30 juillet 1982, au cours duquel le poste de premier vice-président occupé par Rodolfo Martín Villa disparaît au profit d'un poste unique confié à García Díez.

### Succession
Aux élections générales anticipées du 28 octobre 1982, le Parti socialiste ouvrier espagnol remporte une majorité absolue de 202 députés, tandis que l'UCD – qui doit se contenter de 11 sièges – cède à l'Alliance populaire (AP) sa place de grande force du centre droit. En conséquence le 2 décembre le socialiste Felipe González est investi chef de l'exécutif forme son premier gouvernement.

## Composition

### Initiale (27 février 1981)
- Les nouveaux ministres sont indiqués en gras, ceux ayant changé d'attribution en italique.

| Portefeuille | Titulaires | Titulaires                                                                   | Parti |
| --- | ---------- | ---------------------------------------------------------------------------- | ----- |
| Président du gouvernement |            | Leopoldo Calvo-Sotelo y Bustelo                                              | UCD   |
| Ministre des Affaires étrangères                                                                                                |            | José Pedro Pérez-Llorca y Rodrigo                                            | UCD   |
| Ministre de la Justice |            | Francisco José Fernández Ordóñez (jusqu'au 01/09/1981) Pío Cabanillas Gallas | UCD   |
| Ministre de la Défense |            | Alberto Carlos Oliart Saussol                                                | UCD   |
| Ministre des Finances |            | Jaime Julián García Añoveros                                                 | UCD   |
| Ministre de l'Intérieur |            | Juan José Rosón Pérez                                                        | UCD   |
| Ministre des Travaux publics et de l'Urbanisme                                                                                  |            | Luis Ortiz González                                                          | UCD   |
| Ministre de l'Éducation et de l'Enseignement supérieur et de la Recherche Ministre de l'Éducation et de la Science (07/03/1981) |            | Juan Antonio Ortega y Díaz-Ambrona                                           | UCD   |
| Ministre du Travail, de la Santé et de la Sécurité sociale                                                                      |            | Jesús Sancho Rof                                                             | UCD   |
| Ministre de l'Industrie et de l'Énergie                                                                                         |            | Ignacio Bayón Mariné                                                         | UCD   |
| Ministre de l'Agriculture Ministre de l'Agriculture et de la Pêche (13/05/1981)                                                 |            | Jaime Lamo de Espinosa y Michels de Champourcin                              | UCD   |
| Ministre de la Présidence |            | Pío Cabanillas Gallas (jusqu'au 01/09/1981) Matías Pedro Rodríguez Inciarte  | UCD   |
| Ministre de l'Économie et du Commerce                                                                                           |            | Juan Antonio García Díez                                                     | UCD   |
| Ministre des Transports et des Communications Ministre des Transports, du Tourisme et des Communications (07/03/1981)           |            | José Luis Álvarez Álvarez                                                    | UCD   |
| Ministre de l'Administration territoriale                                                                                       |            | Rodolfo Andrés Martín Villa                                                  | UCD   |
| Ministre de la Culture |            | Íñigo Cavero Lataillade                                                      | UCD   |

### Remaniement du2 décembre 1981
- Les nouveaux ministres sont indiqués en gras, ceux ayant changé d'attribution en italique.

| Portefeuille                                                                | Titulaires | Titulaires                                      | Parti |
| --------------------------------------------------------------------------- | ---------- | ----------------------------------------------- | ----- |
| Président du gouvernement                                                   |            | Leopoldo Calvo-Sotelo y Bustelo                 | UCD   |
| Premier vice-président du gouvernement                                      |            | Rodolfo Andrés Martín Villa                     | UCD   |
| Second vice-président du gouvernement Ministre de l'Économie et du Commerce |            | Juan Antonio García Díez                        | UCD   |
| Ministre des Affaires étrangères                                            |            | José Pedro Pérez-Llorca y Rodrigo               | UCD   |
| Ministre de la Justice                                                      |            | Pío Cabanillas Gallas                           | UCD   |
| Ministre de la Défense                                                      |            | Alberto Carlos Oliart Saussol                   | UCD   |
| Ministre des Finances                                                       |            | Jaime Julián García Añoveros                    | UCD   |
| Ministre de l'Intérieur                                                     |            | Juan José Rosón Pérez                           | UCD   |
| Ministre des Travaux publics et de l'Urbanisme                              |            | Luis Ortiz González                             | UCD   |
| Ministre de l'Éducation et de la Science                                    |            | Federico Mayor Zaragoza                         | UCD   |
| Ministre du Travail et de la Sécurité sociale                               |            | Santiago Rodríguez-Miranda Gómez                | UCD   |
| Ministre de l'Industrie et de l'Énergie                                     |            | Ignacio Bayón Mariné                            | UCD   |
| Ministre de l'Agriculture, de la Pêche et de l'Alimentation                 |            | José Luis Álvarez Álvarez                       | UCD   |
| Ministre de la Présidence                                                   |            | Matías Pedro Rodríguez Inciarte                 | UCD   |
| Ministre des Transports, du Tourisme et des Communications                  |            | Luis Gámir Casares                              | UCD   |
| Ministre de la Culture                                                      |            | María Soledad Becerril Bustamante               | UCD   |
| Ministre de l'Administration territoriale                                   |            | Rafael Arias-Salgado y Montalvo                 | UCD   |
| Ministre de la Santé et de la Consommation                                  |            | Manuel Núñez Pérez                              | UCD   |
| Ministre adjoint au président du gouvernement                               |            | Jaime Lamo de Espinosa y Michels de Champourcin | UCD   |

### Remaniement du30 juillet 1982
- Les nouveaux ministres sont indiqués en gras, ceux ayant changé d'attribution en italique.

| Portefeuille                                                                                          | Titulaires | Titulaires                                      | Parti |
| --- | ---------- | ----------------------------------------------- | ----- |
| Président du gouvernement                                                                             |            | Leopoldo Calvo-Sotelo y Bustelo                 | UCD   |
| Vice-président du gouvernement, chargé des Affaires économiques Ministre de l'Économie et du Commerce |            | Juan Antonio García Díez                        | UCD   |
| Ministre des Affaires étrangères                                                                      |            | José Pedro Pérez-Llorca y Rodrigo               | UCD   |
| Ministre de la Justice                                                                                |            | Pío Cabanillas Gallas                           | UCD   |
| Ministre de la Défense                                                                                |            | Alberto Carlos Oliart Saussol                   | UCD   |
| Ministre des Finances                                                                                 |            | Jaime Julián García Añoveros                    | UCD   |
| Ministre de l'Intérieur                                                                               |            | Juan José Rosón Pérez                           | UCD   |
| Ministre des Travaux publics et de l'Urbanisme                                                        |            | Luis Ortiz González                             | UCD   |
| Ministre de l'Éducation et de la Science                                                              |            | Federico Mayor Zaragoza                         | UCD   |
| Ministre du Travail et de la Sécurité sociale                                                         |            | Santiago Rodríguez-Miranda Gómez                | UCD   |
| Ministre de l'Industrie et de l'Énergie                                                               |            | Ignacio Bayón Mariné                            | UCD   |
| Ministre de l'Agriculture, de la Pêche et de l'Alimentation                                           |            | José Luis Álvarez Álvarez (jusqu'au 13/09/1982) | UCD   |
| Ministre de l'Agriculture, de la Pêche et de l'Alimentation                                           |            | José Luis García Ferrero                        | Sans  |
| Ministre de la Présidence                                                                             |            | Matías Pedro Rodríguez Inciarte                 | UCD   |
| Ministre des Transports, du Tourisme et des Communications                                            |            | Luis Gámir Casares                              | UCD   |
| Ministre de la Culture                                                                                |            | María Soledad Becerril Bustamante               | UCD   |
| Ministre de l'Administration territoriale                                                             |            | Luis Manuel Cosculluela Montaner                | Sans  |
| Ministre de la Santé et de la Consommation                                                            |            | Manuel Núñez Pérez                              | UCD   |